# Mamilossa
Die Mamilossa (das manchmal verwendete Präfix CCGH steht für Canadian Coast Guard Hovercraft) ist ein Luftkissenboot der kanadischen Küstenwache mit Stationierung auf der Basis Trois-Rivières, Québec. Das Boot wird auch zur Freihaltung der Fahrrinne des Sankt-Lorenz-Stroms von Eisfeldern eingesetzt.

## Geschichte
Die Mamilossa ist das neueste Boot in der Hovercraft-Flotte der kanadischen Küstenwache. Es erfüllt als erstes neu angeschafftes Boot dieser Art spezielle Anforderungen der Küstenwache. Der Name des Bootes bedeutet in der Sprache Abenaki "es geht von der Küste auf die See".

## Einsatz
Die Hauptaufgabe des Bootes sind SAR-Einsätze an der Küste von Quebec. Es kann auch für Schlepptätigkeiten eingesetzt werden.